# アレッサンドロ・アンドレイ

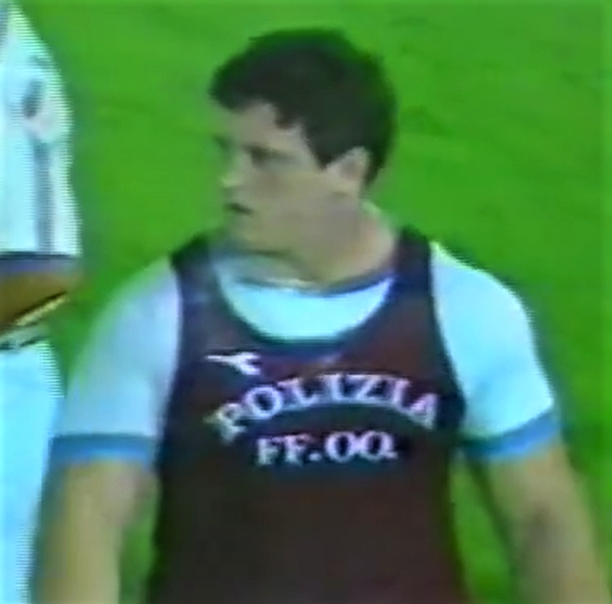
アレッサンドロ・アンドレイ

アレッサンドロ・アンドレイ (Alessandro Andrei、1959年1月3日 - )は、イタリアの元陸上競技選手である。1984年ロサンゼルスオリンピック男子砲丸投の金メダリストである。
アンドレイは、1987年8月12日に砲丸投で、ウド・バイヤーが持っていた22m64の世界記録を3度にわたって更新(22m72、22m84、22m91)した。しかし、その直後に母国イタリアのローマで開催された世界陸上競技選手権大会では、スイスのウェルナー・ギュンターに敗れ銀メダルに終わっている。